# 长辛店平汉铁路员工浴池
长辛店平汉铁路员工浴池，位于北京市丰台区长辛店街道陈庄大街。

## 历史
长辛店平汉铁路员工浴池位于陈庄大街东段路北，原二七厂医院西侧。该浴池由“平汉铁路长辛店工会”发起筹办，北平平汉铁路局提供四成资金，职工捐款六成资金。平汉铁路长辛店工会发动来自二七机车厂、火车站、电务段、工务段、机务段等单位的3000多名铁路工人，每人捐出两天工资，再加上北平平汉铁路局出资，建成这座铁路工人浴池。该浴池于1931年10月举行落成典礼。此后几十年，该浴池解决了周边几代铁路职工及家属的洗澡问题。
浴池的建筑格局仿清华园浴池。木料等建材有些是从法国进口，当时二七机车厂的领导是法国人。二七机车厂还将一个蒸汽机车的锅炉运来烧水。该浴池仅对铁路工人及其家属开放，不是营利性质，而是工会为铁路工人提供的福利。
浴池建好后，大浴室内有四个水池（分别是热、温、半温、冷水）。泡澡一般都在温水池，池边有坐台，一个池子可坐20人。浴池内禁用肥皂，只能用碱块，以保证池水清洁。浴池提供粗帆布制毛巾、木质拖鞋。当时还设有两个雅间，每间12张床，多为老年人躺着休息。喝开水免费，不少人自带茶叶，浴池也出售茶叶。此外，浴池还设有搓澡师、理发师、修脚师。
抗日战争期间，日本人进驻二七机车厂。日本人喜欢洗澡，常拎桶出入工人浴池，因为日本人少，还单辟出一个浴池专用。
中华民国时期，浴池不设淋浴。中华人民共和国时期，浴池内安装30多个淋浴喷头，并增设女部，但女部只设淋浴，无浴池。铁路职工，不论在职或退休，来洗澡都免费，家属凭证每洗一次交5分钱。
2005年，为了节能，浴池被彻底关闭。2009年，电视剧剧组将浴池改造成民宅，两部电视剧《牵挂》和《养父》先后在此拍摄，张国立、牛莉等演员在此进出。剧组离开后，浴池继续荒废。不久，有民工住进浴池，在房屋内打隔断。
2011年6月20日，浴池由北京中医药大学东方医院接管。2015年1月2日，北京中医药大学东方医院开始拆除该浴池，拆除形成的空地将被用作医院的停车场。1月3日，长辛店街道办事处工委书记徐鸾途经陈庄大街时，发现工人正在拆除浴池，她当即提醒工人不要拆门楼和影壁。随后，长辛店街道办事处和丰台区文物部门交涉，希望将门楼和影壁列为丰台区不可移动文物。1月10日，《法制日报》刊发浴池被拆的报道。1月13日，《法制晚报》记者向丰台区文化委员会递交了《不可移动文物认定申请表》。1月22日，丰台区文化委员会发给《法制日报》记者文物认定回复，认定长辛店平汉铁路员工浴池遗存下来的“门楼、影壁墙及嵌壁刻石”为丰台区未核定为文物保护单位的不可移动文物。这组遗存将被原地加固、挂牌保护。

## 建筑
该浴池现仅存大门、影壁，其他建筑在2015年1月均被拆除。
- 大门：门楼为西洋风格，四柱三间，四个柱头连接着女儿墙。拱形券门两侧有连续的图案。门楼上的横匾原本写着“长辛店平汉铁路员工浴池”，两侧写着“健身”、“爽神”，现在字迹已无。门楼安有两扇对开的铸花铁门，铁门上有卷草图案，采用铸焊结合工艺，出自一位铁路技工之手。[1][3]
- 影壁：大门内有一座影壁。影壁上有嵌壁刻石，由三块大理石拼接而成，正面刻有民国二十年（1931年）隶书《长辛店平汉铁路员工浴池建筑纪略》：

  长辛店平汉铁路员工浴池建筑纪略
  长辛店为本路北段场段集中之所，我员工之服务于斯者多至三千余人，而公共卫生事业以限于环境素鲜设备，即以沐浴一项而言乃洁身所必要，亦卫生之初基本。
  埠蜼有营业浴池数座，大都湫隘偪仄，不足以容纳如此众多之人数，而况员工中薪级低薄者十居八九，谋食之不遑安有余钱为买浴之用？窃以为卫生之欠缺直接优买个人之健康，即间接阻碍国家之进步，造端虽小影响非轻。
  本会有鉴于此，爰于第三届全体执委会有筹设员工浴池之决议，适受时局变动之影响事以中辍，本年第四届全体执委就职僉以此项工程不容再缓，惟财政为建设之基础，基础未立则无□□乎？迺呈由本路工联会转呈路局请助巨欵，适工会委员王凤岐、梁茂林两同志因事入都，遂迳行请准铁道部转飭路局酌量拨款，旋由局拨到辅助费四千元，不足□由当地员工捐款助成之，每人捐助薪资二日共六千一百四十一元零四分。在款□□时本会同志不□耗若干，心血费尽几许，经营始获就绪，嗣后乃得机工车各段段长之赞助绘图、购料，于民国二十年二月二十五日开工建筑，□本年十月十日建□□。
  筑成浴室一间，内建浴池四座，正面更衣室十五间，左右配房各四间，优待室三间，下房三间，厕所三间，锅炉房五间，烟筒三座，每座高八法尺五寸，周围设以砖墙□□五十三丈，院内筑盖罩棚以避风雨是役也。用款一万余元，需时七阅月有半，成□□十七间，将于本年双十节举行落成典礼。
  用书数语，勒之碑碣，以识颠末，凡我员工合作事业，固不限□□生一端，如将来继有所成，其以此为嚆矢也可。
             平汉铁路长辛店工会谨记   中华民国二十年十月十日
建筑员：

（共十五人，名单略）
筹备员：

（共三十人，名单略）
山左张廷珍撰文

河北谈继源书丹

良乡张永致镌字

- 浴室：一间，内建浴池四座。浴室内过去悬挂着《重涤吾身》和《健康之基》两块木匾，其中《健康之基》木匾如今收藏于长辛店二七纪念馆。
- 更衣室：位于正面，十五间。
- 左右配房：各四间。
- 厕所：三间。
- 锅炉房：五间。
- 烟筒：三座。